# La Vall de Vilaramó
La Vall de Vilaramó és una masia del municipi de Gaià (Bages) inclosa en l'Inventari del Patrimoni Arquitectònic de Catalunya.

## Descripció
La Vall de Vila-ramó és una gran casa de planta rectangular que respon a la tipologia de masia clàssica. Orientada a migdia on s'obren les eixides en els dos primers pisos, i la porta principal de mig punt amb grans dovelles. La casa té un gran pati central a manera de claustre cobert amb una torre-llanterna a principis del segle xx. Aquest pati interior presenta en la planta baixa voltes de mig punt i apuntades; les successives ampliacions de la casa al s. XVIII respectaren l'estructura originària i totes les habitacions es distribuïren segons aquest elegant pati interior.
La interessant Sala de la Vall de Vilaramó a tramuntana de la casa és un clar exemple de la importància d'aquesta dependència en la masia Catalana. De grans proporcions, la Sala es comunica directament amb la cuina i amb l'interessant pati interior de la casa, ple de galeries. Reformada recentment, conserva en gran part els mobles originaris: cònsoles, taula, etc. amb excel·lents treballs de marqueteria del segle xviii.

## Història
La família de la Vall de Vilaramó conserva documentació des de l'època medieval: els primers documents daten de 1345 i s'atribueix la construcció de la casa a l'arquebisbe tarragoní Arnau Cescomes, fill de Les Comes de Puig-Reig (Berguedà) que feu construir tres cases, una per cadascuna de les seves germanes: la Vall n'és una. L'interessant arxiu documental ha permès la reconstrucció de l'arbre familiar des del segle xvi.